# داش‌دالیقجار
داش‌دالیقجار (به لاتین: Daşdalıqcar) یک منطقه مسکونی در جمهوری آذربایجان است که در شهرستان لنکران واقع شده‌است. داش‌دالیقجار ۱۴۰۰ نفر جمعیت دارد.